# إدواردو فنتانيس أروزكو
إدواردو فنتانيس أروزكو (بالإسبانية: Eduardo Fentanes) (و. 1977  م) هو لاعب كرة قدم، ومدرب كرة قدم مكسيكي، ولد في ولاية فيراكروز.